# Kanna y los dioses de octubre
Kanna y los dioses de octubre (神在月のこども Kamiari no Kodomo?) es una película de animación japonesa de 2021 producida por Liden Films y dirigida por Takana Shirai. Se estrenó en los cines japoneses el 8 de octubre de 2021.

## Reparto
- Aju Makita como Kanna
- Maaya Sakamoto como Shiro
- Miyu Irino como Yato
- Riko Nagase como Miki
- Chafūrin como Kotoshironushi
- Wataru Takagi como Ryūjin
- Ko Shibasaki como Yayoi Hayama
- Arata Iura como Norimasa Hayama
- Akira Kamiya como Ōkuninushi[1]

## Producción y lanzamiento
La película fue revelada y financiada por primera vez a través de una serie de tres campañas de crowdfunding por parte de Cretica Universal, que se extendieron desde el 27 de marzo de 2019 hasta el 1 de junio de 2020. En mayo de 2020, se reveló que la película se retrasaría hasta 2021. También se reveló que la película sería animada por Liden Films, con dirección de Takana Shirai y guiones de Tetsurō Takita, Ryūta Miyake y Toshinari Shinoe. Kazuya Sakamoto sería el director creativo de la película. Miwa interpretó el tema principal de la película, titulado "Kanna". En agosto de 2021, se reveló que la película se estrenaría en los cines japoneses el 8 de octubre de 2021. Un vistazo de la película fue mostrado en la Anime Expo Lite de 2021.
Netflix adquirió los derechos de distribución internacional de la película y la estrenó en su plataforma el 8 de febrero de 2022.